# هوشيارتشله (مقاطعة غيلانغرب)
هوشيارتشله (بالفارسية: هوشیارچله) هي مستوطنة تقع في قسم تشله الريفي في إيران. يقدر عدد سكانها بـ 395 نسمة بحسب إحصاء 2016.